# Loutrá (ort i Grekland)
Loutrá är en ort i Grekland.   Den ligger i prefekturen Nomós Lésvou och regionen Nordegeiska öarna, i den östra delen av landet, 270 km öster om huvudstaden Aten. Loutrá ligger 72 meter över havet och antalet invånare är 1 116. Den ligger på ön Lesbos.
Terrängen runt Loutrá är huvudsakligen kuperad, men åt nordväst är den platt. Havet är nära Loutrá norrut. Runt Loutrá är det tätbefolkat, med 331 invånare per kvadratkilometer. Närmaste större samhälle är Mytilene, 5,9 km norr om Loutrá. 